# 麿秀晴
麿 秀晴（まろ ひではる、1956年1月29日 - ）は、宮城県大崎市松山出身の技術者、実業家。TOPPANホールディングス代表取締役社長兼CEO。

## 人物
宮城県大崎市松山出身。宮城県古川高等学校を経て、1979年山形大学工学部高分子化学科卒業、凸版印刷入社。技術部門を長年歩み、代表取締役副社長等を経て、9年ぶりの社長交代により、2019年から代表取締役社長を務め、人工知能やモノのインターネット化を活用した生産性向上にあたるなどした。

## 略歴
- 1975年（昭和50年）3月 - 宮城県古川高等学校卒業[8]。
- 1979年（昭和54年）3月 - 山形大学工学部高分子化学科卒業[3][4]
- 1979年（昭和54年）4月 - 凸版印刷入社[5]
- 2009年（平成21年）6月 - 取締役関西事業本部副事業本部長兼生活環境事業部長[3][5]
- 2012年（平成24年）6月 - 常務取締役国際事業部長[5]
- 2013年（平成25年）4月 - 常務取締役国際事業部長兼シンガポール支社長[3]
- 2014年（平成26年）4月 - 常務取締役経営企画本部長及び国際事業部担当[5]
- 2014年（平成26年）8月 - 常務取締役経営企画本部長及び教育ICT事業開発本部、国際事業部担当[5]
- 2015年（平成27年）4月 - 常務取締役経営企画本部長兼グローバル事業推進室長及び教育ICT事業開発本部担当[3][5]
- 2016年（平成28年）4月 - 常務取締役経営企画本部長兼戦略投資推進室長兼グローバル事業推進室長及び教育ICT事業開発本部担当[3]
- 2016年（平成28年）6月 - 専務取締役経営企画本部長兼戦略投資推進室長兼グローバル事業推進室長及び教育ICT事業開発本部担当[3][5]
- 2016年（平成28年）9月 - 専務取締役経営企画本部長[5]
- 2018年（平成30年）4月 - 専務取締役経営企画本部、事業開発・研究本部、製造統括本部、ICT統括本部担当[5]
- 2018年（平成30年）6月 - 代表取締役副社長執行役員経営企画本部、事業開発・研究本部、製造統括本部、ICT統括本部担当[5]
- 2019年（令和元年）6月 - 代表取締役社長に就任[4]
- 2021年（令和3年）7月 - 大崎市おおさき宝大使[9]
- 2023年（令和5年）10月 - 凸版印刷の持株会社体制移行に伴いTOPPANホールディングス代表取締役社長兼CEOに就任[10]。
- 2024年（令和6年）5月 - 印刷工業会会長に就任[11]
- 2024年（令和6年）6月 - 一般社団法人 日本印刷産業連合会会長に就任[12]

## 受賞
- 2020年 第2回日本オープンイノベーション大賞 経済産業大臣賞（IoT×FinTechを活用したイノベーションによる新たな社会創造 ）

## テレビ番組
- 日経スペシャル カンブリア宮殿 巨大企業なのに"ベンチャー" TOPPAN快進撃の裏側！（2023年9月7日、テレビ東京）- 凸版印刷社長として出演[13]。